# 0464
0464 è il prefisso telefonico del distretto di Rovereto, appartenente al compartimento di Verona.
Il distretto comprende la parte sud-orientale della provincia di Trento. Confina con i distretti di Trento (0461) a nord, di Bassano del Grappa (0424) a nord-est, di Schio (0445) a est, di Verona (045) e di Salò (0365) a sud e di Tione di Trento (0465) a ovest e a nord-ovest.

## Aree locali e comuni
Il distretto di Rovereto comprende 27 comuni compresi nelle 2 aree locali di Riva del Garda e Rovereto (ex settori di Ala, Folgaria e Rovereto). I comuni compresi nel distretto sono: Ala, Arco, Avio, Besenello, Brentonico, Calliano, Drena, Dro, Folgaria, Isera, Lavarone, Ledro, Luserna, Mori, Nago-Torbole, Nogaredo, Nomi, Pomarolo, Riva del Garda, Ronzo-Chienis, Rovereto, Tenno, Terragnolo, Trambileno, Vallarsa, Villa Lagarina e Volano.